# Mazurche op. 56 (Chopin)
Le Mazurche op. 56 sono tre composizioni per pianoforte scritte da Fryderyk Chopin nel 1843.

## Storia
Durante l'estate del 1843, passata come ormai da diversi anni a Nohant nella residenza di campagna di George Sand, Chopin scrisse diverse importanti composizioni, il notturno op. 55 n. 1 e op. 55 n. 2, la Berceuse in Re bemolle maggiore e le tre Mazurche op. 56. L'amico Auguste Franchomme, celebre violoncellista, aveva sostituito Julian Fontana nel compito di aiutare il compositore durante le trattative con le case editrici. Rientrato a Parigi il musicista scrisse delle lettere a diversi editori, tra cui Breitkopf & Härtel, per proporre le nuove Mazurche, ma la contrattazione risultò molto difficile e le composizioni furono date alla stampa a Parigi e a Lipsia soltanto l'anno successivo, a Londra nel 1845.
Questo gruppo di Mazurche è probabilmente il più impegnativo da eseguire da un punto di vista stilistico e richiede una notevole maturità espressiva; per questo motivo non è scelto spesso dagli interpreti per essere eseguito in concerto.

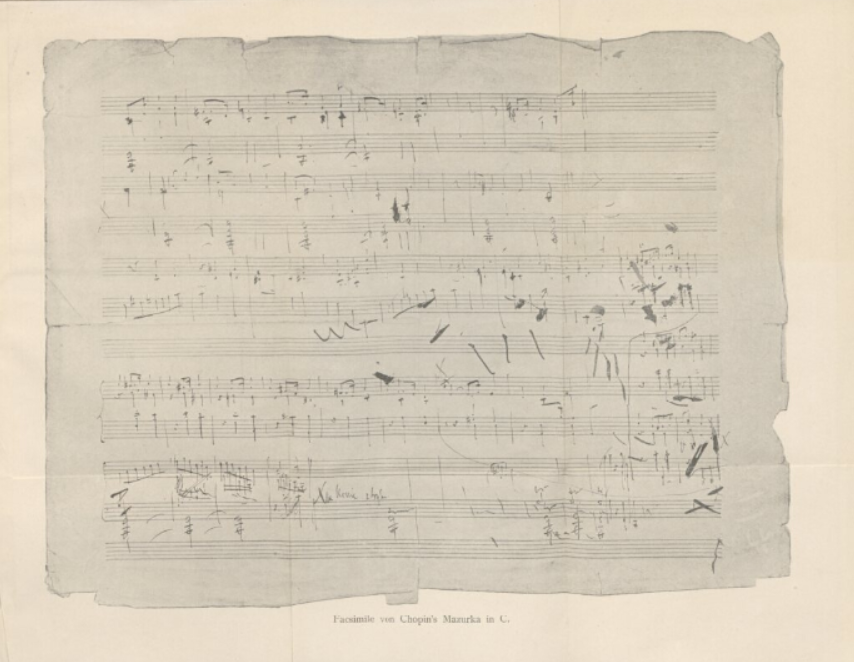
Manoscritto della Mazurca in Do maggiore

## Analisi
- Mazurca in Si maggiore op. 56 n. 1

La prima Mazurca del gruppo è l'unica costruita con una struttura a Rondò e ha aspetti che sembrano accomunare la Mazurca stessa a una Kujawiak e a un Valzer. Suddivisa in cinque sezioni, propone la prima, la terza e l'ultima parte nella tonalità di Si maggiore mentre le altre, che presentano un tema secondario, hanno tonalità differenti. Questi passaggi armonici sono di nuova e raffinata invenzione; in sole cinque battute infatti si passa, con gli accordi della mano destra, da Si maggiore a La maggiore e infine a Sol maggiore.
- Mazurca in Do maggiore op. 56 n. 2

Diversamente dalla precedente la seconda mazurca ha una struttura molto più lineare, ABA, e presenta due sole correlazioni di tonalità, Do maggiore e La minore. Si propone come un brano molto semplice, popolare e dal ritmo marcato; vi si può ritrovare il ricordo delle danze contadine ascoltate da Chopin in Polonia durante la giovinezza. La prima parte è costituita da un solo tema che presenta però due melodie molto simili. L'accompagnamento, volutamente rustico, vuole essere un'imitazione di uno strumento popolare, forse un contrabbasso, suonato in modo grossolano da un contadino.
Questa Mazurca era la preferita della principessa Marcelina Czartoryska, amica del compositore, che pare riuscisse a suonarla in modo molto vicino a quello di Chopin.
- Mazurca in Do minore op. 56 n. 3

La terza composizione è la più ampia e strutturalmente più complessa non solo di questo gruppo, ma di tutto l'insieme delle mazurche chopiniane. È un «vero poema lirico», la sua ricchezza e particolarità la fanno avvicinare ad altri lavori quali la Barcarola, la Ballata n. 4 o la Polacca-Fantasia. Il brano è caratterizzato da raffinatissimi passaggi armonici, molto innovativi per l'epoca, che fanno già presagire le pagine di Debussy o di Fauré.
La struttura della composizione è molto articolata, difficile da analizzare; l'architettura è del tipo ABA seguita da una Coda, ma nelle varie sezioni sono presenti suddivisioni che sono state definite "oscure" da uno studioso; in effetti non è facile esaminare le numerose parti minori, come pure il Trio che è di grandi dimensioni e che racchiude più di sei motivi, ognuno a sua volta più volte variato; infine, proprio per la molteplicità degli elementi che la compongono e per la sua mobilità armonica, risulta arduo trovare la tonalità principale a cui la sezione si riferisce, probabilmente Si bemolle maggiore
Per le sue innovazioni, l'audacia armonica e complessità strutturale, la Mazurca in Do minore è stata definita «la base della musica dei tempi futuri».